# Обоняние

Система обоняния человека.
1: Обонятельная луковица
2: Миндалины
3: Кость
4: Носовой эпителий
5: Клубочки
6: Обонятельные рецепторы

Обоня́ние (лат. olfactus) — ощущение запаха, способность определять запах веществ, разновидность хеморецепции.
У позвоночных органом обоняния является обонятельный эпителий, расположенный в носовой полости на верхней носовой раковине. Вещества, перешедшие из паровой фазы в секрет на поверхности специализированных рецепторов — клеток обонятельного эпителия, вызывают их возбуждение. Нервные импульсы по обонятельным нервам поступают в обонятельные луковицы, а затем в подкорковые центры (миндалину и др.) и, наконец, в корковый центр обоняния мозга (височный отдел) и там обрабатываются. Обонятельный эпителий, нервы и центры обоняния мозга объединяют в обонятельный анализатор.

## Исследование обоняния
Количественные характеристики обоняния человека исследует наука ольфактометрия (количественная оценка запаха) и одорометрия (качественная оценка запаха). Восприятие запахов нельзя измерить непосредственно. Вместо этого используют непрямые методы, такие как оценка интенсивности (как сильно ощущается запах?), определение порога восприятия (то есть при какой силе запах начинает ощущаться) и сравнение с другими запахами (на что похож данный запах?). Обычно наблюдается прямая зависимость между порогом восприятия и чувствительностью.
Американские учёные Ричард Аксель и Линда Бак получили в 2004 году Нобелевскую премию за исследование обоняния человека.

## Эволюция обоняния
С эволюционной точки зрения обоняние — одно из самых древних и важнейших чувств, при помощи которого животные ориентируются в окружающей их среде. Этот анализатор является одним из главных у многих животных. «Он предшествовал всем другим чувствам, с помощью которых животное могло на расстоянии ощущать присутствие пищи, особей противоположного пола или приближение опасности».
Ставка на обоняние была стратегической в эволюции млекопитающих (см. Обоняние млекопитающих).
У приматов обоняние всегда было третьестепенным чувством, после зрения, слуха и даже осязания. Но у лемурообразных (мокроносые приматы) и широконосых обезьян оно используется для коммуникации между особями.
Ещё более слабое обоняние у человекообразных обезьян. Тем не менее человек выделяется даже на их фоне. Массовое превращение генов обонятельных рецепторов в псевдогены произошло около шести миллионов лет назад, когда разошлись линии предков людей (гомининов) и шимпанзе, и в линии человека проявилась тенденция к двуногому передвижению.

## Запаховая сигнализация
Запаховыми апеллянтами, аттрактантами, пахучими приманками именуются вещества, привлекающие животных своим запахом. Телергонами и феромонами — химические вещества, выделяемые животным в окружающую среду для воздействия на другие организмы. Мускусами условно называли секреты специфических кожных желёз, обычно имеющие сильный запах. Последние для краткости иногда именовали пахучими железами. К продуктам экскреции могут быть отнесены слюна, мускусы и т. д.; а также урина (моча) и экскременты. Под маркировочной активностью понимается поведение зверей, связанное с оставлением пахучих отметок продуктами экскреции, мускусами и т. д.

## Связь обоняния у человека с полом
Обоняние зависит от пола, и женщины обычно превосходят мужчин по чувствительности, узнаванию и различению запахов. В очень небольшом количестве работ отмечено превосходство мужского пола. В исследовании Тулуза и Вахида было обнаружено, что женщины могли лучше мужчин определять запахи камфоры, цитрала, розовой и вишнёвой воды, мяты и анетола. Аналогичные результаты были получены в ряде последующих работ. ЛеМагнен обнаружил, что женщины были более чувствительны к запаху тестостерона, но не обнаружил различий к запахам сафлора, гуаякола, амилсалицилата и эвкалипта. Более поздние исследования обнаружили различия к запахам многих веществ включая цитрал, амилацетат, производные андростенона, экзалтолид, фенилэтиловый спирт, m-ксилен и пиридин. Колега и Костер провели эксперименты с несколькими сотнями веществ. У девяти веществ порог обоняния был ниже у женщин. Они также обнаружили, что девочки превосходили мальчиков по ряду тестов различения запахов. Если судить по последнему метаанализу, то влияние пола незначительно. Последний метаанализ подтвердил то, что обоняние у женщины в среднем чуть лучше, но размер эффекта и величина этих различий оказалась крайне мала.
Известно, что обоняние и запах женщин, не принимающих гормональных противозачаточных средств, меняется в течение менструального цикла. Наиболее острым обоняние делается в период незадолго до и после овуляции, например чувствительность к некоторым запахам возрастает в тысячи раз. У женщин же, принимающих противозачаточные таблетки, обоняние остаётся постоянным на протяжении всего цикла. В исследовании приняли участие женщины от 18 до 40 лет, которым было предложено различить запахи аниса, мускуса, гвоздики, нашатыря и цитруса.

## Связь обоняния у человека с этносом
В социологии известен феномен ощущения людьми «чужого» запаха представителей чужой этнической группы. Патриарх Московский и всея Руси Сергий (Старгородский) полагал, что специфический запах представителей негроидной расы отпугивает акул. Осип Мандельштам отмечал, что в еврейских домах пахнет иначе, чем в «арийских».

## Связь обоняния у человека с возрастом
У новорождённых младенцев обоняние развито сильно, но за один год жизни оно теряется на 40-50 %. Исследование, проведённое на основе опроса 10,7 млн человек, показало уменьшение чувствительности обоняния с возрастом по всем 6 исследованным запахам. Способность к различению запахов также уменьшалась. По последним метаанализам, где были обнаружены крайне слабые различия, потеря обоняния происходит примерно равными темпами. У женщин вероятнее более резкое падение обоняния приходится на период менопаузы.
Было показано, что с возрастом происходит атрофия обонятельных волокон и их количество в обонятельном нерве неуклонно уменьшается (таблица).
| Возраст (годы) | Количество атрофированных волокон |
| -------------- | --------------------------------- |
| 0-15           | 8                                 |
| 16-30          | 20                                |
| 31-45          | 33                                |
| 46-60          | 57                                |
| 61-75          | 68                                |
| 76-91          | 73                                |

## Латерализация обоняния
Первичная обработка сигналов из стимулированной ноздри происходит на той же стороне тела (ипсилатерально), при этом связанные с обонянием области в коре являются прямой проекцией участков обонятельного эпителия.

### Абсолютная чувствительность
Изучение абсолютной чувствительности во многих случаях обнаруживало конфликтные результаты.
При определении порога восприятия левая ноздря была более чувствительна у леворуких испытуемых, тогда как правая ноздря — у праворуких. Кэйн и Гент обнаружили большую чувствительность правой ноздри независимо от рукости, однако в работах других авторов не было найдено никаких различий. В двух последних работах авторы использовали фенилэтиловый спирт, для которого характерна слабая активность в отношении тройничного нерва.

### Различение запахов
Результаты по различению запахов, так же как и по абсолютной чувствительности, неоднозначны, но говорят о некотором превосходстве правой ноздри. Ряд авторов обнаружил преимущество правой ноздри независимо от рукости. Однако другие авторы обнаружили преимущество левой ноздри у леворуких испытуемых. В работе Савика и Берглунда преимущество правой ноздри было установлено только для знакомых запахов, тогда как Броман показал её преимущество также и для незнакомых запахов. Преимущество правой ноздри было показано при изучении категоризации запахов по интенсивности, хотя эти результаты были достоверны только для женщин.

### Память на запахи
Различия между полушариями в распознавании запахов были более последовательны. Так, пациенты с поражениями правого полушария распознавали запахи хуже пациентов с поражениями левого полушария, что может говорить о превосходстве правого полушария. В тестах по словесному и визуальному распознаванию запахов на здоровых испытуемых, когда первый стимул (запах) предлагался обеим сторонам, время реакции было меньше когда второй стимул (слово или картинка) предлагался правому полушарию по сравнению с левым. Олсон и Кэйн обнаружили только более короткий ответ правой ноздри на предлагаемые запахи и не обнаружили разницы в совершенстве памяти. Другие авторы не обнаружили никаких различий в распознавании запахов.

### Идентификация запахов
Пациенты с разобщёнными полушариями могли словесно распознавать запахи, предлагаемые только левой ноздре, и могли распознавать запахи, предлагаемые правой ноздре невербально. При этом левое полушарие имело преимущество как в вербальном, так и в невербальном распознавании запахов.

## Расстройства обоняния
Расстройства обоняния могут быть в виде (названия от соответствующих греч. приставок и osmē — обоняние):
- аносмия
- гипосмия
- гиперосмия[англ.]
- паросмия[англ.]
- какосмия[англ.], в том числе обонятельные галлюцинации
- аллоэстезия
- осмофобия (ольфактофобия)[англ.], в том числе обонятельное расстройство

Существует также индивидуальная сниженная чувствительность к запахам, иногда доходящая до аносмии.